# Estação Omm El Misryeen
Estação Omm el Misryeen (do árabe:ضواحي الجيزة) também conhecida como Omm el Misryeen Giza Suburbs é uma das 20 estações da linha 2 do metro do Cairo. Localizada na cidade de Gizé, entre as estações Sakiat Mekki e a estação metro-ferroviária Giza Railway.

## Inauguração

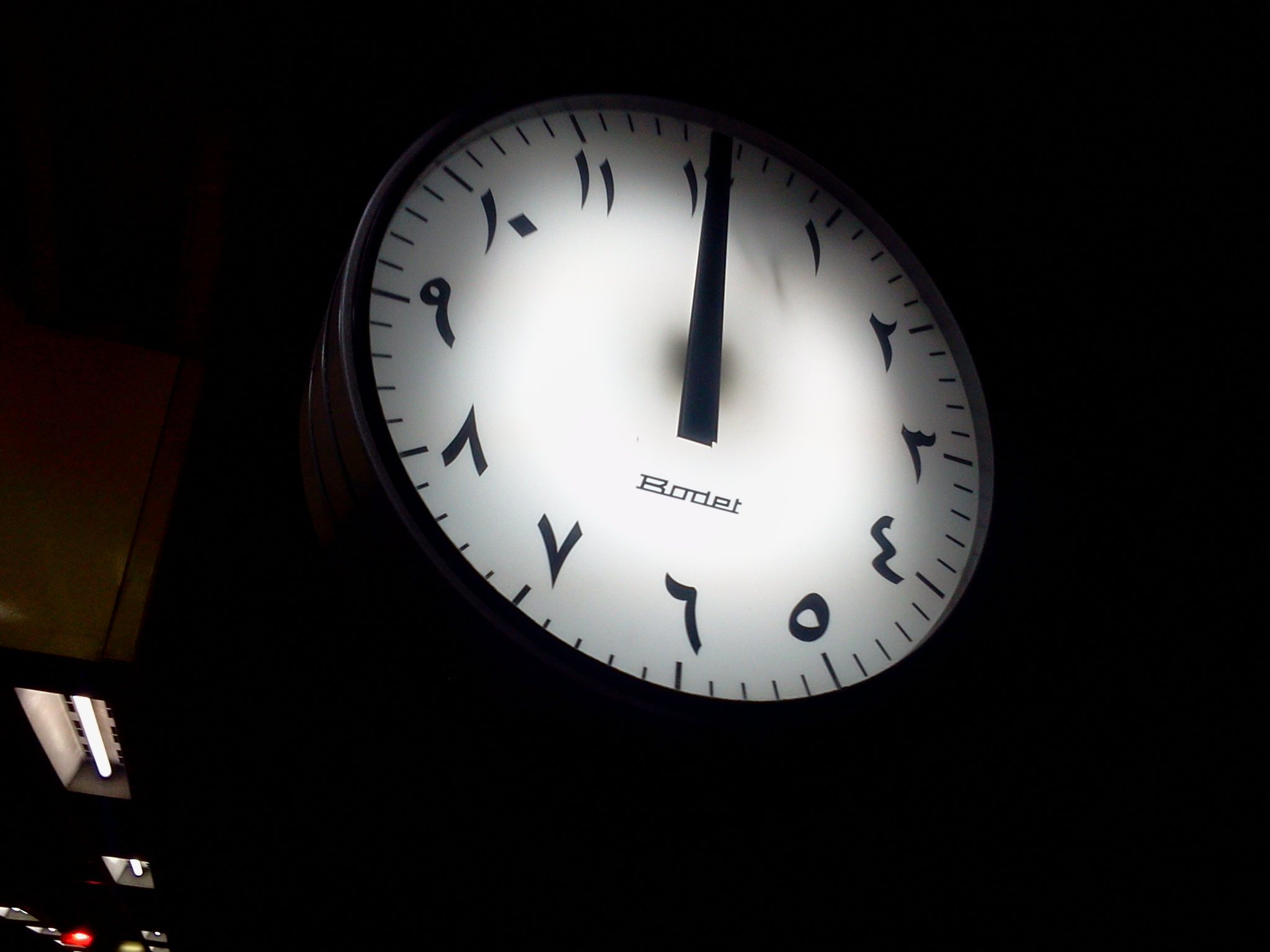
Relógio típico das estações do Metro do Cairo com os números em árabe.

Foi inaugurada a 8 de outubro de 2000 em conjunto com as estações Giza Railway e Faisal, o trecho com 2,7 km foi construído no âmbito da expansão da quarta etapa desta linha. A estação está localizada em frente ao Hospital pediátrico Om El Masryeen.